# Матовніков Олександр Анатолійович
Олександр Анатолійович Матовніков (нар. 19 вересня 1965, Москва, РРФСР, СРСР) — російський державний та військовий діяч, генерал-лейтенант (2018), Герой Російської Федерації (2017). Заступник Головнокомандувача Сухопутних військ Російської Федерації з 22 січня 2020 року .
Заступник командувача Силами спеціальних операцій Головного (розвідувального) управління Генерального штабу Збройних сил Російської Федерації (2013—2015), командувач ССО та заступник начальника ГУГШ ЗС РФ (2015—2018). Повноважний представник президента Російської Федерації в Північнокавказькому федеральному окрузі (2018—2020), член Ради Безпеки Росії (2018—2020).

## Біографія
Народився 19 вересня 1965 року в Москві. Дід по батькові артилеристом брав участь у Німецько-радянській війні, а дід по матері воював на громадянській війні в Туркестані, під час Німецько-радянської війни командував дивізією, брав участь у боях за Сталінград і Брянськ. Батько — Анатолій Михайлович Матовніков, військовий, кадровий співробітник Комітету державної безпеки, який в 1980-х роках займав посаду заступника начальника секретаріату 7-го управління КДБ (зовнішнє спостереження за радянськими та іноземними громадянами), у підпорядкуванні якого перебували підрозділ «А» (нині — Управління «А» Центру спеціального призначення Федеральної служби безпеки РФ, спецпідрозділ «Альфа»). У 1991 році після путчу ДКНС в умовах можливого штурму будівлі КДБ на Луб'янці Матовніков знищив секретні документи управління, за що згодом був відправлений новим начальством на пенсію.
У 1982 році вступив до Вищого прикордонного військово-політичного училища КДБ імені К. Є. Ворошилова, і після його закінчення в 1986 році почав служити в групі «А»(«Альфа»). Служив під керівництвом генерал-майора Віктора Карпухіна. У складі мотоманевреної групи, що діяла під прикриттям оперативних підрозділів Прикордонних військ, Матовніков взяв участь у війні в Афганістані, де вирішував спеціальні завдання в інтересах КДБ, в тому числі займався перехоплюванням караванів зі зброєю і наркотиками в районі кордону з Туркменсько та Таджицькою РСР.
Обіймав посади начальника 2-го відділення 1-го відділу Управління «А» та першого заступника начальника Управління «А».
У 1987 році брав участь в охороні генерального секретаря ЦК КПРС Михайла Горбачова, який приїхав із державним візитом у Вашингтон. У 1988 році забезпечував безпеку Прем'єр-міністра Великої Британії Маргарет Тетчер під час її візиту в райони Вірменської РСР, що постраждали від землетрусу. У 1992 році закінчив Вищу школу Міністерства безпеки Російської Федерації. Взяв участь у двох чеченських війнах, кількох спецопераціях, у тому числі на Північному Кавказі. Був одним із керівників штурму лікарні в Будьонновську, брав участь у операції в «Норд-Ості» на Дубровці, розслідував обставини штурму школи в Беслані. У чеченських колах мав прізвисько «Чекіст».
Прослуживши близько 30 років в «Альфі», в 2013 році переведений на роботу в Міністерство оборони, а потім призначений на пост заступника командувача Силами спеціальних операцій Головного (розвідувального) управління Генерального штабу ЗС РФ.
У 2015 році, після призначення Олексія Дюміна на пост заступника Міністра оборони, Матовніков став командувачем ССО і заступником начальника ГУ ГШ ЗС РФ. За даними ЗМІ, він був офіцером зі спецпоручень при президенту Росії Володимиру Путіну і був одним із керівників секретними військовими операціями за кордоном, в тому числі в Україні, де під час анексії Криму займався координацією дій особового складу. Також на командних постах взяв участь у військових діях Росії в Сирії.
У 2017 році в званні генерал-майора за указом президента Росії Володимира Путіна удостоєний звання «Герой Російської Федерації», за власними словами «за Сирію». У силу закритості служби вперше з'явився на публіці і перед фотокамерами тільки під час нагородження, при тому, що імена більшості сирійських «Героїв Росії» засекречені.
22 лютого 2018 року присвоєно військове звання генерал-лейтенанта.
26 червня 2018 року призначений повноважним представником президента Росії в Північнокавказькому федеральному окрузі, змінивши Олега Белавенцева. Дане рішення було підтримано керівництвом кавказьких регіонів, в тому числі главами Чечні Рамзаном Кадировим, Карачаєво-Черкесії Рашидом Темрезовим, Інгушетії Юнус-Беком Євкуровим, Північної Осетії В'ячеславом Битаровим, Ставропольського краю Володимиром Владіміровим.
28 червня 2018 року в П'ятигорську Белавенцев представив Матовнікова главам суб'єктів, представникам духовенства, правоохоронних структур, співробітникам апарату повпредства.
3 липня 2018 року включений до складу Ради Безпеки Росії.
У 2018—2019 роках брав участь у врегулюванні ситуації з територіальною суперечкою між Чечнею та Інгушетією і протестами. У 2019 році разом із директором Росгвардії Віктором Золотовим представив на розгляд Путіним документи про злочинну діяльність члена Ради Федерації Рауфа Арашукова, після чого той був заарештований.
22 січня 2020 року Путін призначив на посаду повпреда в ПКФО колишнього генпрокурора Юрія Чайку, того ж дня Матовніков переміщений на посаду заступника Головнокомандувача Сухопутними військами Російської Федерації замість генерал-полковника Олександра Лєнцова. 3 лютого виключений зі складу Ради Безпеки.

## Особисте життя
Дані про особисте життя Матовнікова до недавнього часу у вільному доступі були відсутні. Одружений. Перша дружина — Ольга (розлучилися в 1996 році). Дочка від першого шлюбу — Анна (нар. 1995). Друга дружина — Світлана (одружилися в 2005 році). Дочка — Олександра (нар. 2006), син — Олексій (нар. 2009).
Знаходиться в хороших відносинах із керівниками регіонів Північнокавказького округу. Із 1999 року по роботі прикомандирований до сім'ї Ахмата Кадирова та жив у його будинку, дружить з нинішнім главою Чечні Рамзаном Кадировим і буває у нього в гостях.
Є членом Асоціації ветеранів підрозділу антитеррору «Альфа», веде активну військово-патріотичну роботу. Захоплюється гірськими лижами, футболом, верховою їздою.

### Курьозні випадки
28 лютого 2023 року в інтернет злили приватне відео де Матовніков танцює стриптиз будучи голим. 

## Дохід
Згідно з даними, розміщеними в декларації, що містить відомості про доходи, витрати, майно і зобов'язання майнового характеру осіб, які заміщають державні посади Російської Федерації, за 2018 рік Матовніков заробив 7 710 163 рублі. Дохід його дружини за той же період склав 279 840 рублів. У власності Матовнікова знаходиться земельна ділянка площею 478 кв.метрів, житлова будівля площею 302,7 м². і нежитловий будинок — 95 м². Дружина Матовнікова володіє двома квартирами, площею 38,1 і 104,7 кв. м.

## Нагороди
- Звання «Герой Російської Федерації» з врученням медалі «Золота Зірка» (8 грудня 2017, указом президента Росії) — «за героїзм і мужність, проявлені при виконанні військового обов'язку»[5][66][67]. Нагорода вручена президентом Росії Володимиром Путіним 28 грудня 2017 року на урочистій церемонії в Георгіївському залі Великого Кремлівського палацу в Москва[68].
- Орден «За заслуги перед Вітчизною» ІV ступеня з мечами (2004)[2][5][17].
- Орден Олександра Невського (2017)[2][5][17].
- Орден Мужності (1995, 2005)[2][5][17].
- Орден «За військові заслуги» (2003)[2][5][17].
- Медаль Суворова (2000)[5].
- Медаль Жукова (2015)[69].
- Нагрудний знак «Воїну-інтернаціоналісту».
- Інші відомчі медалі[2][5][17].
- Медаль «Воїну-інтернаціоналісту від вдячного афганського народу» (1988, Афганістан).
- Орден імені Ахмата Кадирова (20 грудня 2006, указом президента Чечні Алі Алханова) — «за заслуги, пов'язані з розвитком державності, особистий внесок у справу захисту Вітчизни, у підтримці законності, правопорядку та громадської безпеки на території Чеченської Республіки»[70].